# Cyrtotrachelus
Cyrtotrachelus är ett släkte av skalbaggar. Cyrtotrachelus ingår i familjen Dryophthoridae.

## Bildgalleri

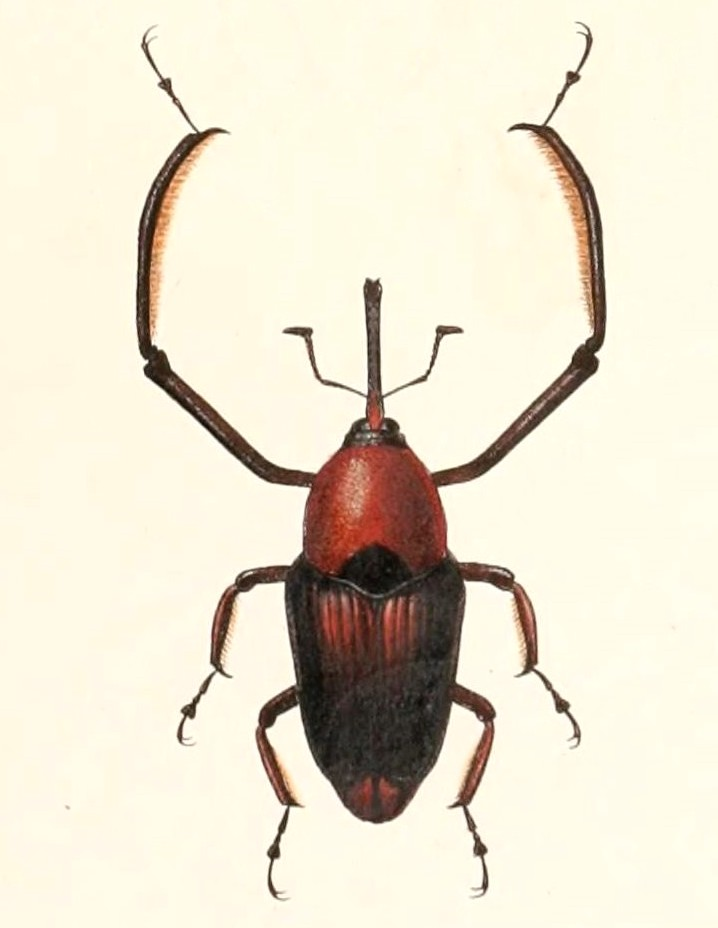
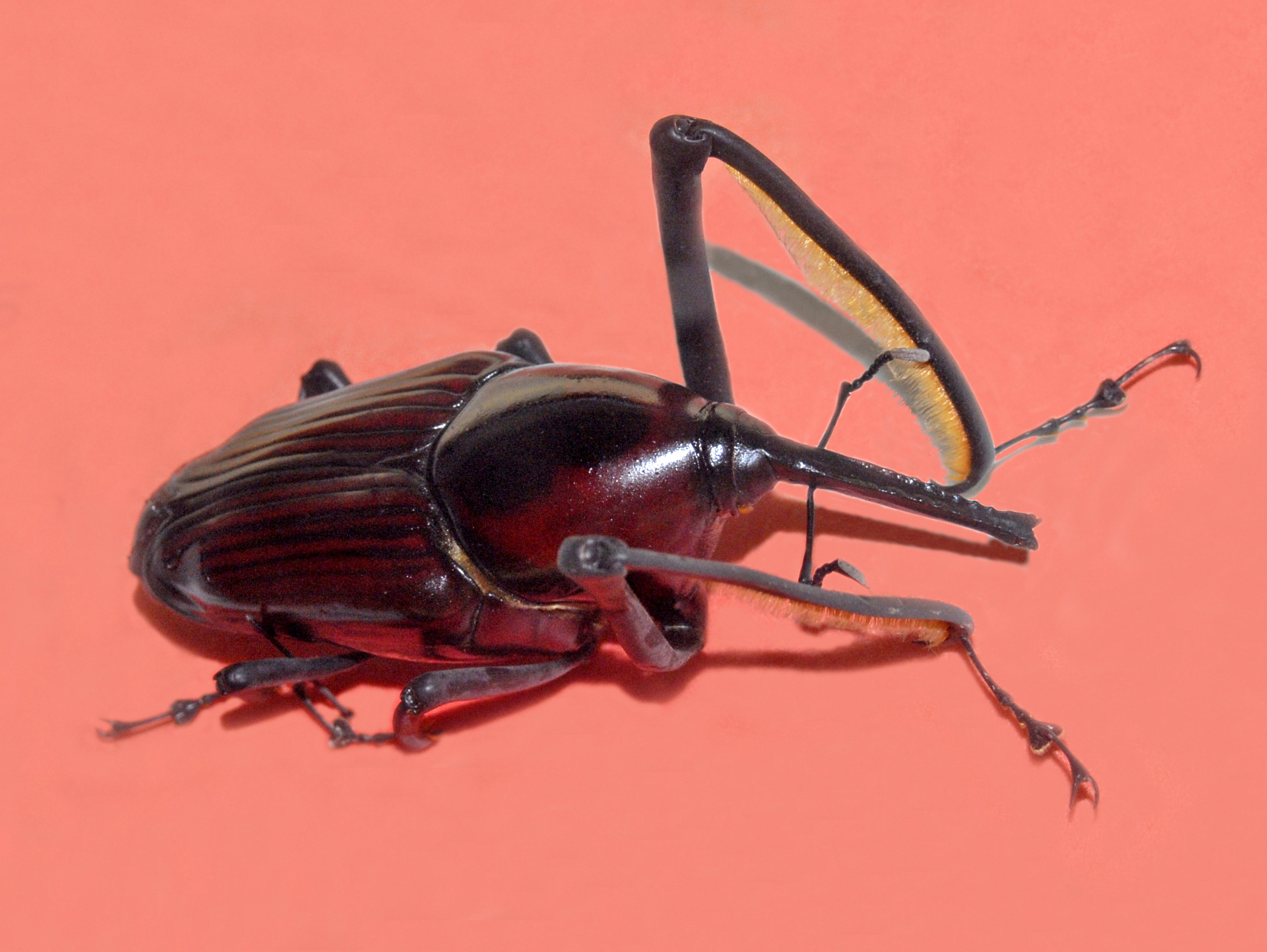
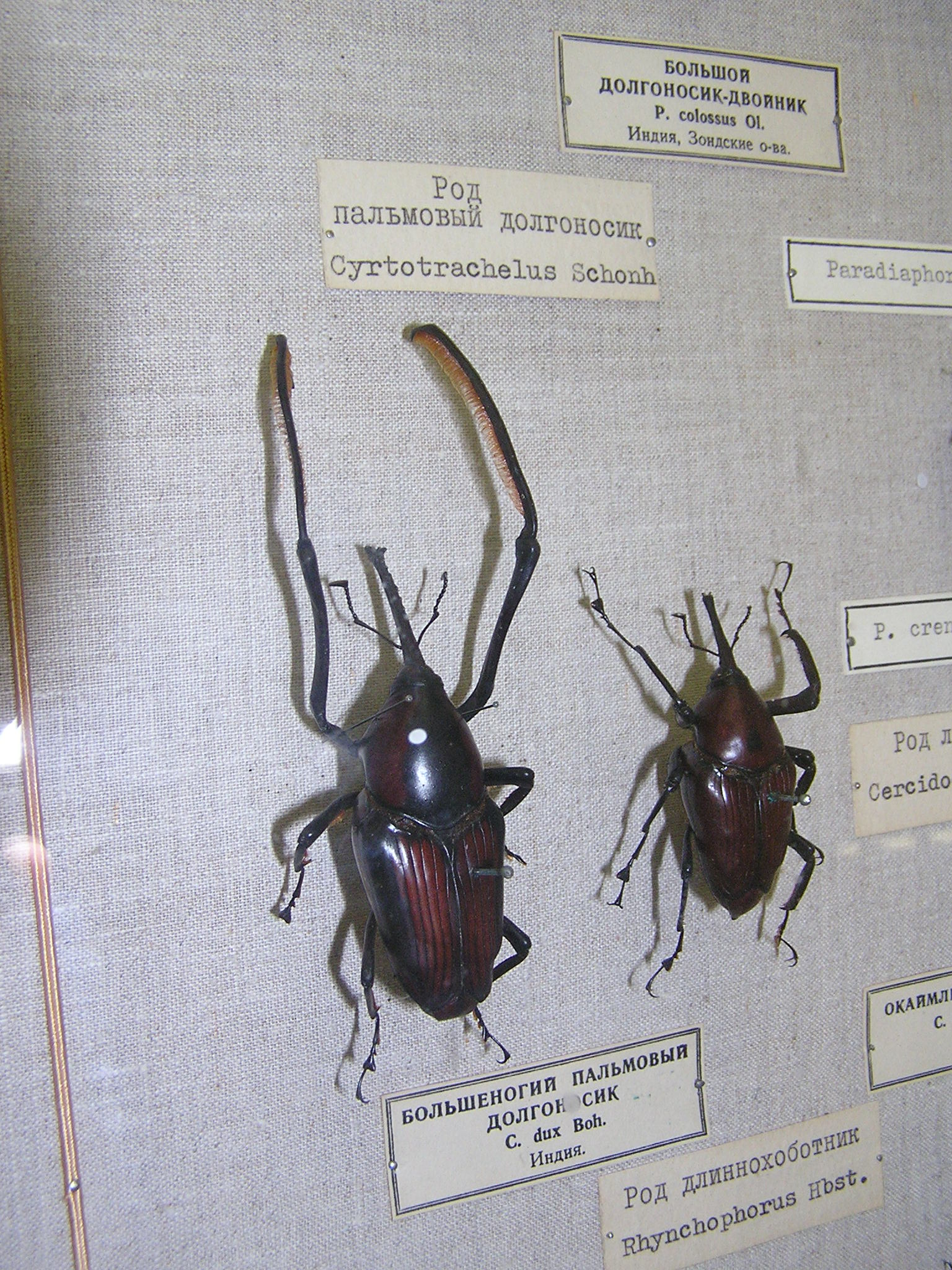
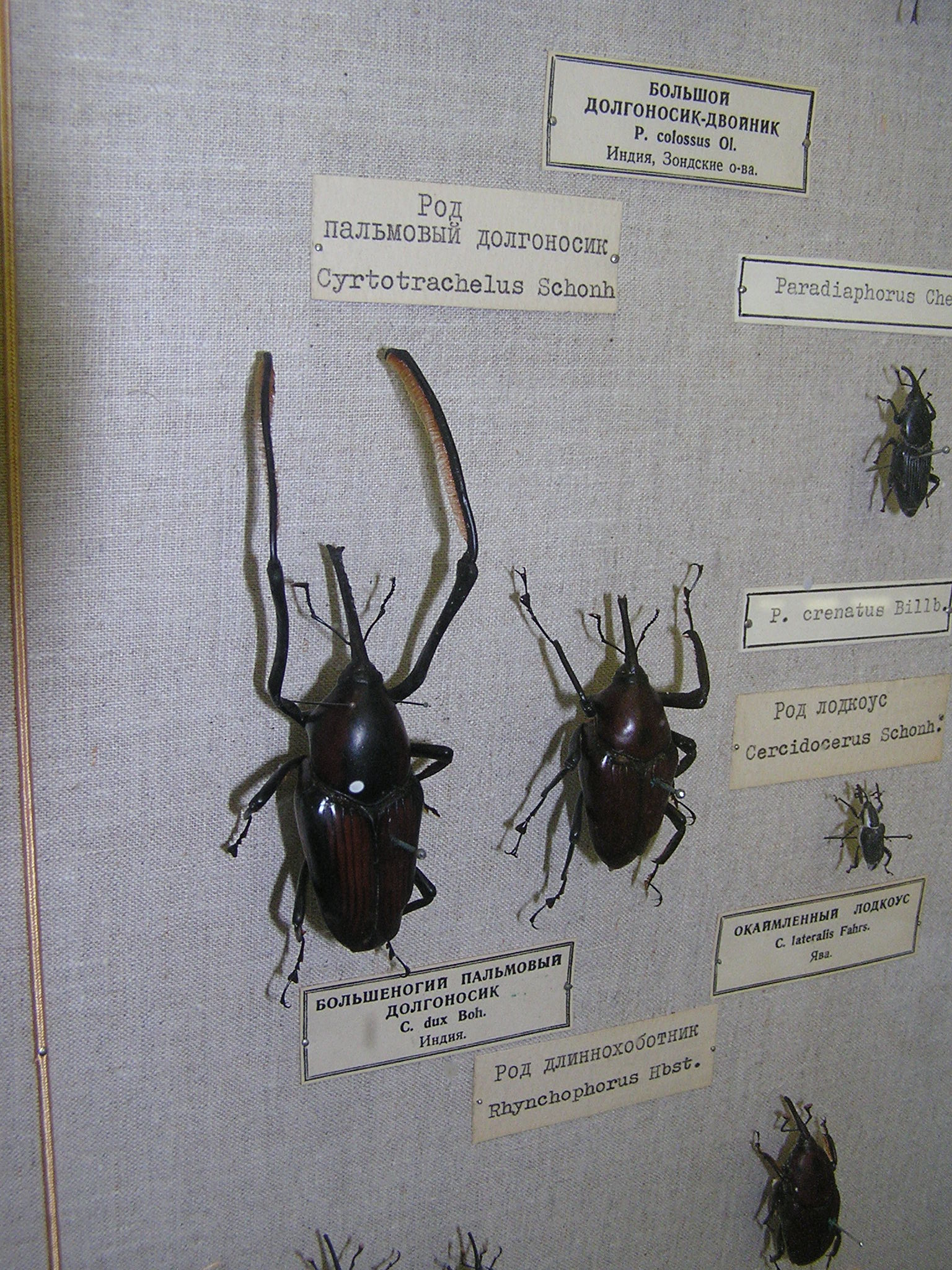

## Dottertaxa tillCyrtotrachelus, i alfabetisk ordning[1]
- Cyrtotrachelus areolatus
- Cyrtotrachelus bipartitus
- Cyrtotrachelus birmanicus
- Cyrtotrachelus bispinus
- Cyrtotrachelus borealis
- Cyrtotrachelus buqueti
- Cyrtotrachelus buquetii
- Cyrtotrachelus davidis
- Cyrtotrachelus dichrous
- Cyrtotrachelus dorsalis
- Cyrtotrachelus dux
- Cyrtotrachelus elegans
- Cyrtotrachelus feae
- Cyrtotrachelus himalayanus
- Cyrtotrachelus holomelas
- Cyrtotrachelus humeralis
- Cyrtotrachelus javanus
- Cyrtotrachelus lar
- Cyrtotrachelus longimanus
- Cyrtotrachelus longipes
- Cyrtotrachelus montanus
- Cyrtotrachelus myrmidon
- Cyrtotrachelus nigrinus
- Cyrtotrachelus nigrocinctus
- Cyrtotrachelus nigrodiscalis
- Cyrtotrachelus obscuriceps
- Cyrtotrachelus quadrimaculatus
- Cyrtotrachelus rex
- Cyrtotrachelus rufithorax
- Cyrtotrachelus rufopectinipes
- Cyrtotrachelus subnotatus
- Cyrtotrachelus sumatranus